# So klingt’s bei uns im Arzgebirg
So klingt’s bei uns im Arzgebirg war eine vom Mitteldeutschen Rundfunk produzierte erzgebirgische Weihnachtssendung, die von 1992 bis 2020, zuletzt jährlich einmal am Heiligabend ausgestrahlt wurde. Moderiert wurde die Sendung von Marianne Martin und seit 2017 auch von der Opernsängerin Annett Illig in erzgebirgischer Mundart.
Regelmäßig traten in der Sendung verschiedene Mundartgruppen und -sänger des Erzgebirges auf, unterbrochen von kleinen Geschichten rund um das Weihnachtsfest. Regelmäßige Akteure sind zum Beispiel das Erzgebirgsensemble Aue, Joachim Süß und sein Ensemble, die Bergsänger Geyer und De Hutzenbossen. Ein fester Bestandteil der Sendung war das erzgebirgische Brauchtum; so sind regelmäßig Schnitzer und Klöpplerinnen zu Gast.

## Geschichte
Vorläufer der Heiligabend-Sendung war die von 1984 bis 1990 von Heinz Quermann produzierte DDR-Fernsehsendung Ihr Leitle freit eich alle, in der Marianne Martin bereits als Moderatorin zu sehen war.
Bis 2010 wurde die Sendung bis zu vier Mal jährlich ausgestrahlt und in ihr das Erzgebirge und seine Heimatgruppen im Wandel der Jahreszeiten vorgestellt. Danach wurde das Format auf eine Sendung am Heiligabend reduziert. Die Sendung wurde über die Jahre an verschiedenen Orten aufgezeichnet; seit 2017 war dies der „Lebenswerkstatthof“ in Mildenau.
In der Sendung am Heiligabend 2020 verkündete Marianne Martin ihren Abschied von der Sendung. Im November 2021 wurde bekannt, dass die Sendung nicht fortgesetzt werden wird und die letzte Ausgabe damit bereits im Dezember 2020 zu sehen war.
Die Entscheidung des MDR, die Sendung einzustellen, wurde vielfach in Leserbriefen und den sozialen Medien kritisiert. Im November 2021 gab der MDR bekannt, dass es ein Nachfolgeformat (Stille Nacht im Arzgebirg mit Florian Stölzel als Moderator) geben wird, welches am Heiligabend ab 16.40 Uhr ausgestrahlt wird.